# Condado de Sterling
El condado de Sterling es uno de los 254 del estado estadounidense de Texas. Su sede y ciudad de mayor tamaño es Sterling City.
El condado tiene un área de 2.392 km² (de los cuales 0 km² están cubiertos por agua) y una población de 1.393 habitantes, que da una densidad de población de 1 hab/km² (censo nacional de 2000). Este condado, fundado en 1891, es uno de los 46 condados de Texas que prohíben la venta de bebidas alcohólicas.

## Demografía
Para el censo de 2000, había 1.393 personas, 513 cabezas de familia, y 385 familias residiendo en el condado. La densidad de población era de 2 habitantes por milla cuadrada.
La composición racial del condado era:
- 85,71% blancos
- 0,07% negros o negros americanos
- 0,29% nativos americanos
- 0,07%isleños
- 11,84% otras razas
- 2,01% de dos o más razas.

Había 513 cabezas de familia, de las cuales el 36,80% tenían menores de 18 años viviendo con ellas, el 64,10% eran parejas casadas viviendo juntas, el 7,00% eran mujeres cabeza de familia monoparental (sin cónyuge), y 24,80% no eran familias.
El tamaño promedio de una familia era de 3,15 miembros.
En el condado el 28,70% de la población tenía menos de 18 años, el 6,10% tenía de 18 a 24 años, el 29,70% tenía de 25 a 44, el 20,80% de 45 a 64, y el 14,60% eran mayores de 65 años. La edad promedio era de 38 años. Por cada 100 mujeres había 96,50 hombres. Por cada 100 mujeres mayores de 18 años había 95,90 hombres.

## Economía
Los ingresos medios de una cabeza de familia del condado eran de USD$35.129 y el ingreso medio familiar era de $37.813. Los hombres tenían unos ingresos medios de $28.173 frente a $19.615 de las mujeres. El ingreso per cápita del condado era de $16.972. El 13,90% de las familias y el 16,80% de la población estaban debajo de la línea de pobreza. Del total de gente en esta situación, 23,30% tenían menos de 18 y el 15,90% tenían 65 años o más.